# Ольгинка (Шал-акина район)
О́льгинка (каз. Ольгинка) — село у складі району Шал-акина Північноказахстанської області Казахстану. Входить до складу Сухорабовського сільського округу, раніше було центром ліквідованої Ольгинської сільської ради.
Населення — 266 осіб (2021; 518 у 2009, 764 у 1999, 1115 у 1989).
Національний склад станом на 1989 рік:
- росіяни — 65 %.

У селі народився Вікторенко Олександр Степанович — Герой Радянського Союзу.